# Лигатура (нотация)
| длит-сть | proprietas / perfectio            | нисх. | восх. |
| -------- | --------------------------------- | ----- | ----- |
| B-L      | cum proprietate cum perfectione   |       |       |
| L-L      | sine proprietate cum perfectione  |       |       |
| B-B      | cum proprietate sine perfectione  |       |       |
| L-B      | sine proprietate sine perfectione |       |       |
| Sb-Sb    | cum opposita proprietate          |       |       |

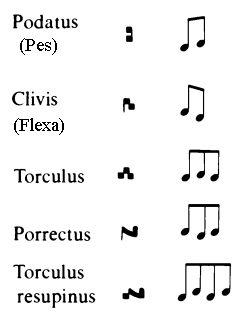
Некоторые лигатуры невменной нотации (переданы в римской квадратной нотации) — двухнотные (pes, clivis), трёхнотные (torculus, porrectus) и четырёхнотная (torculus resupinus). Расшифровка (условно восьмыми) показывает направление мелодической линии

Лигату́ра (лат. ligatura — связка, пучок; от лат. ligare — связывать, соединять) — в старинных формах западноевропейской музыкальной нотации (невменной, квадратной, мензуральной) — графема, в которой несколько (от 2 до 5) простых «разновысотных» нотных знаков записывались слитно, как единый знак.
В модальной нотации помимо звуковысотного рельефа определённая комбинация лигатур сигнализировала также определённый ритм (и метр). Ритмическое значение лигатуры, которое может интерпретироваться в зависимости от особенностей локальной или стилевой традиции, составляет главную сложность в расшифровке многоголосной музыки XIII—XVI веков. Лигатуры в системе мензуральной нотации — на основе всё тех же «старых» графем квадратной нотации (pes, clivis и т. д., с добавлением штилей) — интерпретировались почти исключительно как соотношения лонги и бревиса за исключением бинарной лигатуры cum opposita proprietate, которая трактовалась как пара семибревисов. Длительности меньшие, чем семибревис, в мензуральные лигатуры не включались.

## Другие значения
Лигатурой ранее называли связующую лигу (залиговку, англ. tie). Ныне это значение термина «лигатура» устарело.
В контрапункте имеет значение синкопирования, когда один голос движется нотами вдвое более мелкими, чем другой (две ноты против одной), и притом так, что каждая из этих мелких нот на сильном времени связана лигатурой с той же нотой на предыдущем слабом времени.